# The Ultimate Jack the Ripper Sourcebook
The Ultimate Jack the Ripper Sourcebook: An Illustrated Encyclopedia, è un libro scritto da Stewart P. Evans e Keith Skinner che, secondo le intenzioni degli autori, dovrebbe costituire un'enciclopedia dedicata al serial killer che nel 1888 terrorizzò Londra con i brutali assassini commessi nella zona di Whitechapel, Jack lo squartatore.
Nel libro sono descritti tutti gli omicidi di Whitechapel; non solo i "canonici 5" normalmente attributiti a Jack lo squartatore, ma anche altri sei omicidi correlati in diversi modi alla vicenda trattata. 
In totale vengono presi in esame 11 omicidi e per ognuno sono riportate le testimonianze e i rapporti della polizia, oltre a foto riguardanti le singole vicende.
Si tratta di un libro improntato ad uno stile enciclopedico e non divulgativo. Allo stesso tempo si tratta però di un documento per affrontare la vicenda di Jack lo squartatore.